# Капитолийские музеи
Капитолийский музей (итал. Musei Capitolini) — первый в мире публичный художественный музей, начало которому положил Папа римский Сикст IV в 1471 году, передав в дар «народу Римa» собрание античной бронзы, помещавшееся до этого в стенах Латеранского дворца.
Капитолийские музеи, расширенные в 1566 году при Папе Пие V и официально открытые для публики в 1734 году при Клименте XII, считаются первым музеем в мире, понимаемым как место, где искусство доступно всем, а не только владельцам частных собраний. С тех пор коллекция Капитолийских музеев пополнялась собраниями древнеримских статуй, рельефов, надписей, произведениями средневекового и ренессансного искусства, картин, фарфора, драгоценностей, монет и других предметов.
Музеи находится в собственности муниципалитета (коммуны) города Рима. Капитолийские музеи представляют собой единый экспозиционный комплекс, расположенный на Площади Капитолия (Piazza del Campidoglio), на вершине Капитолийского холма в центре Рима. В 1534—1538 годах по распоряжению Папы Павла III Микеланджело Буонарроти составил проект оформления площади, которая должна была стать центром Вечного города.

## Здания и экспозиции
Музей размещается в трёх дворцах на спроектированной Микеланджело площади Капитолия (ит.) в Риме: в нижней (цокольной) и подземной частях средневекового Дворца сенаторов (Palazzo Senatorio), перестроенного по проекту Микеланджело в 1573—1605 годах Джакомо делла Порта и Джироламо Райнальди, в ренессансном Палаццо консерваторов (Palazzo dei Conservatori) XVI века и в повторяющем его архитектуру Новом дворце (Palazzo Nuovo) XVII века. Здания связаны между собой подземными галереями с экспозицией античной скульптуры. С застеклённой галереи древнеримского табулария, включённого в цокольный этаж Дворца сенаторов, открывается впечатляющий вид на Римский форум.
В XX веке часть постоянно пополняющейся экспозиции была перенесена в соседнее палаццо Каффарелли-Клементино, расположенное у площади, прилегающей к палаццо деи Консерватори. В центре Капитолийской площади установлена точная копия единственной сохранившейся со времён античности бронзовой конной статуи — императора Марка Аврелия.

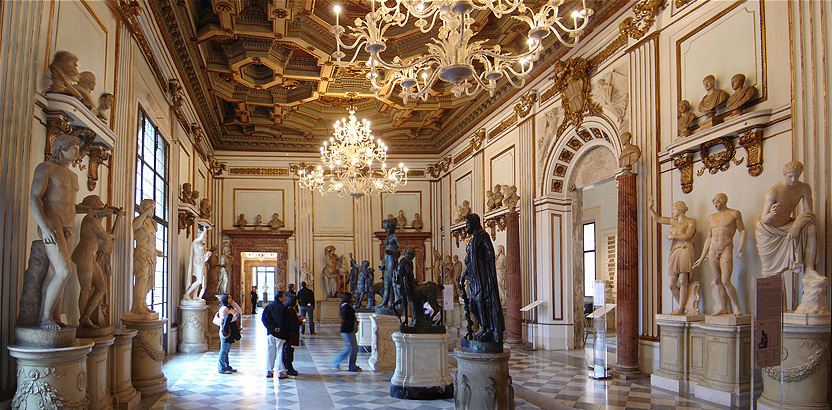
Большой зал Нового дворца

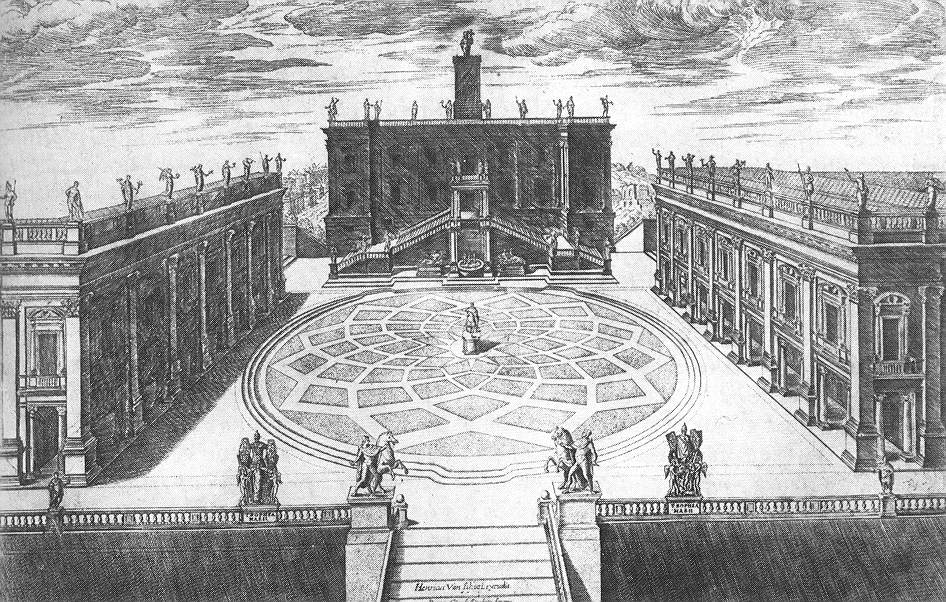
Капитолийская площадь. Проект Микеланджело Буонарроти. Гравюра Этьена Дюперака. 1568 год

Палаццо консерваторов расположено справа при входе на площадь Капитолия. Здание было построено в XV веке для собраний консерваторов (городских магистратов), перестроено в 1568 году Джакомо делла Порта по проекту Микеланджело. Во дворе здания экспонируются уцелевшие фрагменты колоссальной мраморной фигуры сидящего на троне императора Константина (голова, ступни, кисти рук). «Колосс Константина» находился в Базилике Максенция-Константина на Римском форуме.
На площадках парадной лестницы размещены три мраморных античных рельефа (176 г. н. э.), посвящённых победам Марка Аврелия над германцами. В «Комнате Горациев и Куриациев» находится мраморная статуя Урбана VIII работы Джованни Лоренцо Бернини, а также статуя папы Иннокентия Х работы Алессандро Альгарди, стены украшены росписями и шпалерами.
В следующих комнатах экспонируются знаменитые скульптуры: Спинарио, или «Мальчик, вытаскивающий занозу», — римская бронзовая скульптура середины I в. до н. э., бронзовый бюст Юлия Брута (античная голова, переделанная в бюст в эпоху Возрождения), эмблема города Рима: Капитолийская волчица, вскармливающая близнецов Ромула и Рема (с добавлением фигур близнецов Антонио дель Поллайоло в XV веке) и многие другие произведения. Копия Капитолийской волчицы установлена на высокой колонне слева от здания Дворца сенаторов.
В «Комнате бронз» Палаццо консерваторов экспонируются фрагменты бронзового колосса императора Константина (IV в.), «Танцовщица», фигурки ларов, божеств домашнего очага, античные рельефы.
В зале шпалер (Sala degli Arazzi) помимо скульптур, рельефов и образцов ренессансной мебели находятся шпалеры мануфактуры Сан-Микеле XVIII века. В Средневековье и в эпоху Возрождения шпалеры (вначале французского производства, а затем и все прочие) в Италии называли «арацци», по городу Аррасу, одному из центров производства тканых ковров.
«Старая капелла» (Cappella Vecchia) сохранила убранство: фрески и рельефы стукко работы мастеров XVI века. За «историческими комнатами» следуют новые «музейные комнаты», в которых размещаются экспозиции картин и статуй.
На третьем этаже Палаццо консерваторов находится Капитолийская картинная галерея, в которой находятся произведения живописи и прикладного искусства. В «Галерее фарфора» (Galleria Cini) экспонируется небольшая, но уникальная коллекция произведений художественного фарфора XVIII века: мануфактур Майсена, Франкенталя, неаполитанской мануфактуры Каподимонте и римской фабрики Джованни Вольпато.
В «Новом крыле» (Braccio Nuovo) экспонируются произведения искусства античности, а также археологические материалы (макеты, графические и компьютерные реконструкции) по истории древнего Рима от эпохи бронзы (XVII—XIV вв. до н. э.) до основания храма Юпитера Капитолийского в VI веке до н. э. и многое другое.
В 2005 году после реконструкции Дворца консерваторов одно из новых помещений получило название «Экседра», или «Зал Марка Аврелия» (Sala Marco Aurelio). Это большой застеклённый зал, созданный за счёт перекрытия старого «римского сада» (Giardino Romano). В зале после реставрации установили конную статую Марка Аврелия, хранившуюся до этого в Палаццо Нуово. На площади поставили копию. На лестнице, ведущей в Капитолийский дворец, где проводились судебные заседания, возвышалась скульптурная группа, которая изображала льва, терзающего коня. Она служила символом карающей справедливости, ведь здесь часто оглашали смертные приговоры.
Новый музей (Museo Nuovo) с 1925 года располагается в прилегающем Палаццо Каффарелли-Клементино. В этом музее также собраны произведения античности: фрагменты статуй, рельефов эллинистического и римского периодов. «Капитолийская монетная комната» (La cabina Moneta Capitolina), содержит коллекции монет, медалей, драгоценностей и украшений. В трёх залах находятся витрины знаменитой коллекции Кастеллани: собрание греческих и этрусских ваз, подаренное муниципалитету Рима Аугусто Кастеллани в середине XIX века.
«Соединяющая галерея» (Galleria di Congiunzione) находится под Палаццо консерваторов и Капитолийской площадью и связывает три дворца. Галерея построена в 1930-х годах и также содержит археологические материалы по истории и культуре древнего Рима.
Внутренний двор (атриум) Палаццо Нуово построен в виде экседры, включающей стену средневековой постройки, и примечателен мраморной скульптурой «Марфорио» (Marforio), изображающей полулежащую фигуру бородатого речного бога, возможно, «Океан». Происхождение названия является предметом многих дискуссий. Скульптура была обнаружена вместе с гранитной чашей с надписью «mare in foro» (Море на форуме), но вероятнее, название возникло от места обнаружения: Форума Марса (Martis Forum), то есть Форума Августа с храмом Марса Ультора (Мстителя) и была частью фонтана. Другая версия объясняет название от фамилии семьи Marioli (или Marfuoli), владевшей имуществом рядом с Мамертинской тюрьмой, также недалеко от Форума Августа, где статуя находилась до 1588 года. Папа Сикст V в 1588 году перевёз статую на площадь Сан-Марко (в Риме), а затем, в 1592 году на площадь Кампидольо. Новый фонтан спроектировал Джакомо Делла Порта.
Два этажа Палаццо Нуово занимают античные статуи, бюсты, саркофаги, мозаики и другие произведения искусства древнего Рима. Главное сокровище Капитолийского музея в Палаццо Нуово — античная статуя Венеры, прозванной Капитолийской. Она находится в отдельной экседре, называемой «Кабинетом Венеры» (Gabinetto delle Venere). Скульптура является римским повторением древнегреческой статуи, восходящей к знаменитой Афродите Книдской Праксителя IV в. до н. э. Статуя отличается тончайшей пластикой и необычайной грацией.
В «Зале императоров» (Sala degli Imperatori) демонстрируются античные портретные бюсты римских императоров от Октавиана Августа до Константина из собрания кардинала Альбани, а также портреты знаменитых императриц. В центре зала — сидящая на троне фигура императрицы Елены, матери императора Константина Великого. В «Зале философов» выставлены бюсты знаменитых философов античности. В «Зале фавна» можно видеть скульптуру сатира из красного мрамора, найденную на Вилле Адриана в Тиволи.
В зале «Умирающего галла» (Sala del Galata morente) находится мраморная реплика бронзовой статуи Умирающего галла из алтаря Зевса в Пергаме. В Палаццо Нуово имеются три произведения под названием «Раненая амазонка». Одну из них типа Берлинской работники музея приписывают не Поликлету, а Фидию, вторую оригинального типа именуют собственно «Амазонкой капитолийской» и приписывают работе Кресила, автором третьей предположительно является Сосикл (римский копиист II в. н. э.). В этом же зале находятся «Амур и Психея» эллинистического периода, две скульптуры кентавров (Кентавры Фуриетти) из серого полированного мрамора периода правления императора Адриана (II в. н. э.) и многие другие произведения.
Часть скульптурного собрания Капитолийских музеев в 1997 году была перенесена в здание пустовавшей городской тепловой электростанции, построенной в первой половине XX века и закрытой середине 1960-х годов. Станция, получившая название Чентрале Монтемартини (по имени экономиста Джованни Монтемартини, который принимал деятельное участие в работах по её возведению), расположена в южной части города на Via Ostiense 106. Капитолийские музеи в то время находились на реконструкции, что вынуждало сотрудников перемещать в запасники часть коллекций. Вначале на первом этаже «зала машин» открыли временную экспозицию, переместив в неё некоторые скульптуры, в том числе знаменитую из Венеру Эсквилинскую, и архитектурные фрагменты. Сочетание памятников античного искусства и индустриальной среды привлекло внимание посетителей и имело значительный успех; в итоге было принято решение придать выставке статус постоянной и преобразовать здание в музей.
В музее экспонируются более 400 скульптур, имеются «колонный» зал с предметами эпохи римской Республики, «машинный» зал, в котором представлены артефакты, найденные при раскопках в центре Рима (на Капитолийском холме, площади Торре-Арджентина, цирке Фламиния, в театре Помпея), а также «котельный» зал, где размещаются произведения из римских императорских резиденций и садов, включая фрагменты мозаик. Старинное промышленное оборудование по-прежнему остается на своих местах, что создаёт необычную атмосферу, близкую инсталляциям модернистского искусства.

## Шедевры собрания

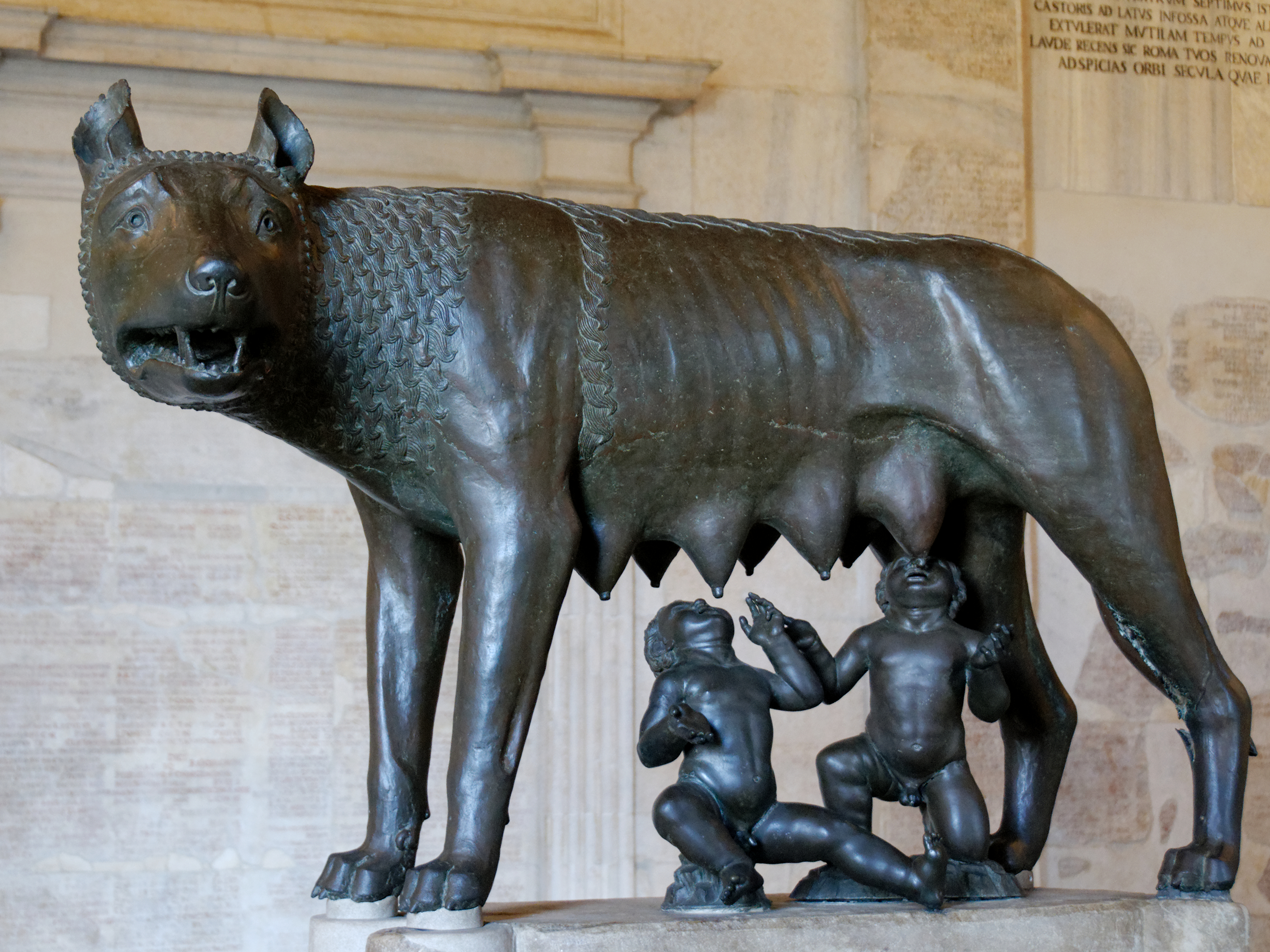
Капитолийская волчица
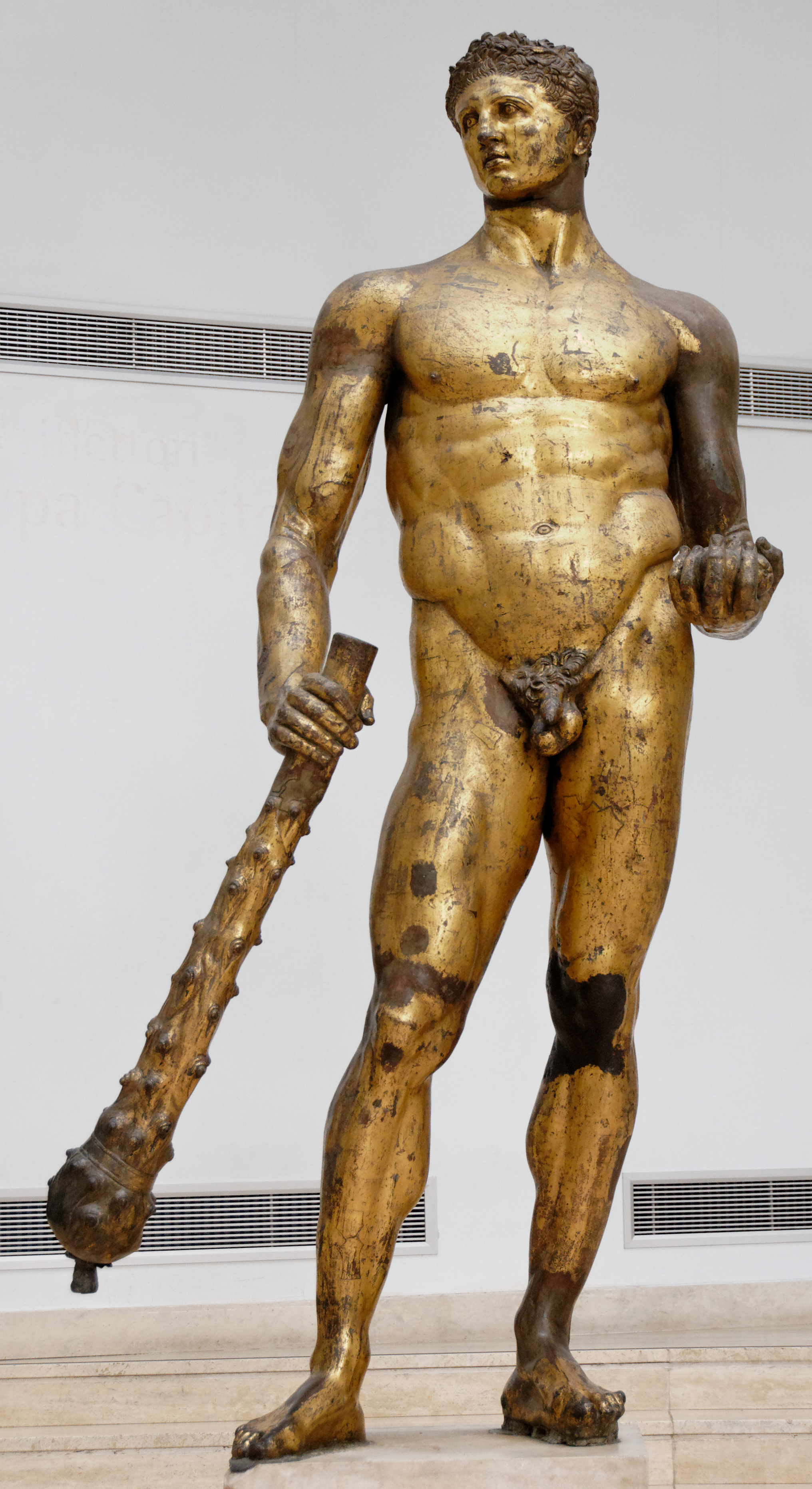
Геркулес с Бычьего форума
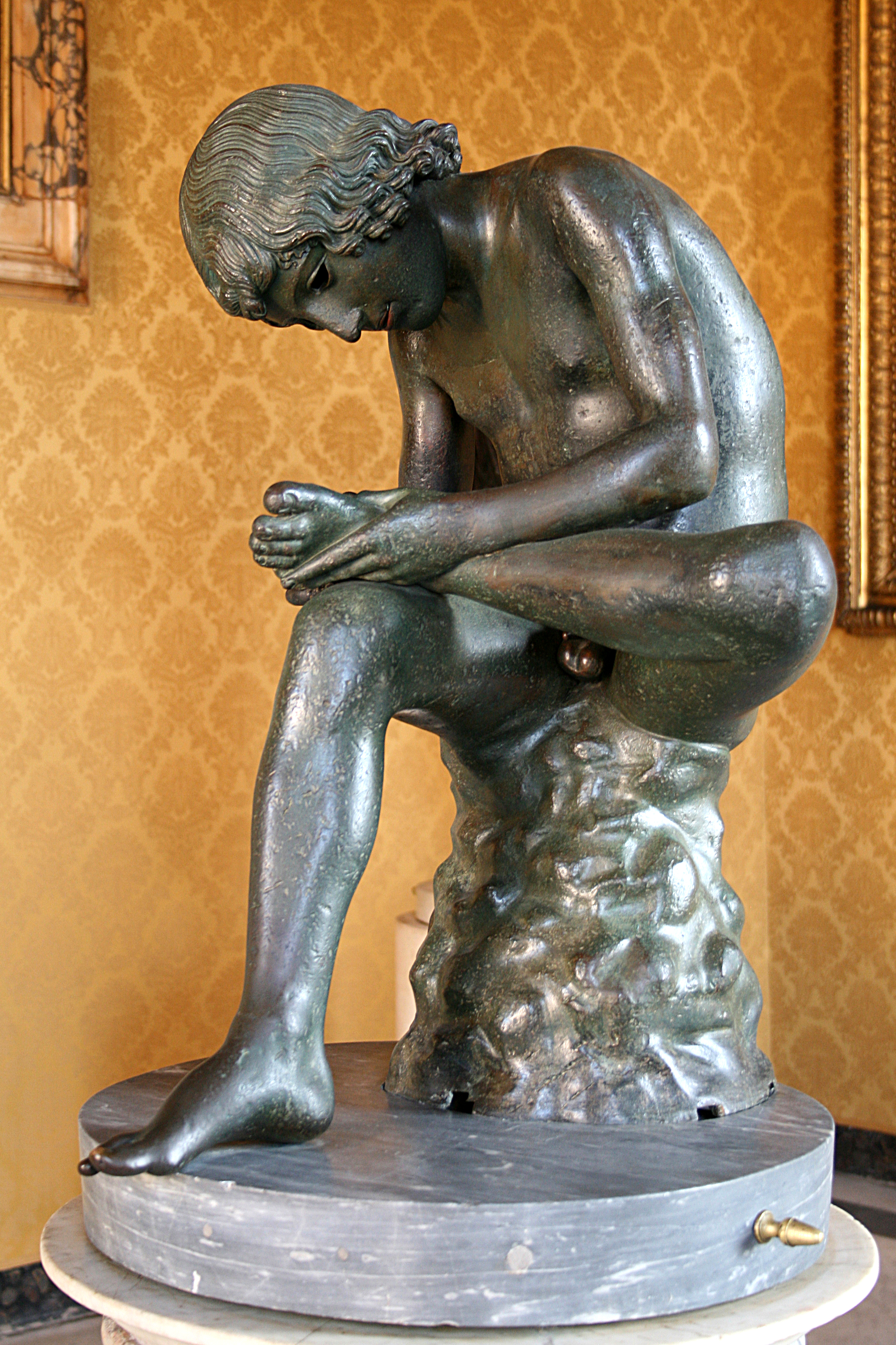
Спинарио, или Мальчик, вытаскивающий занозу
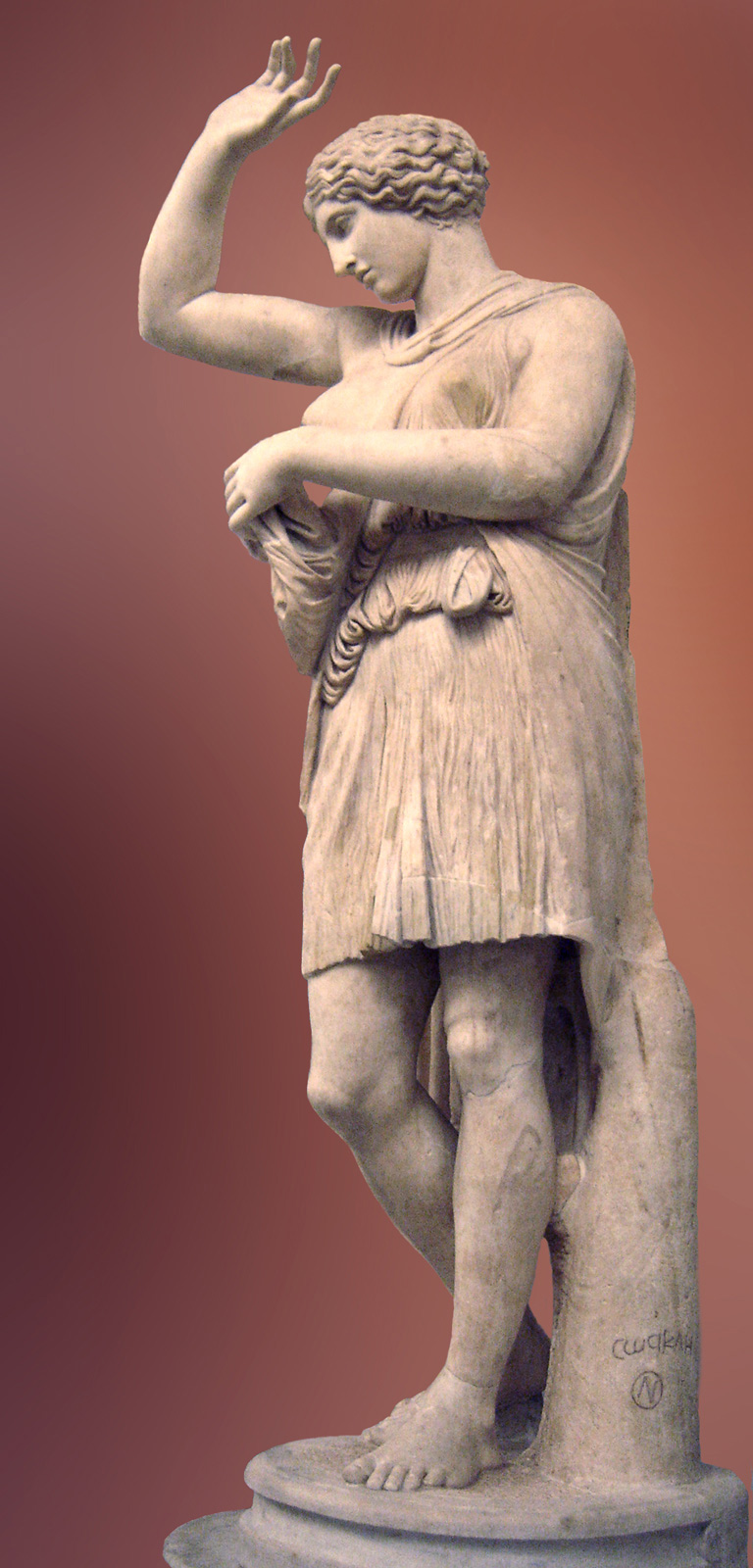
Амазонка Капитолийская
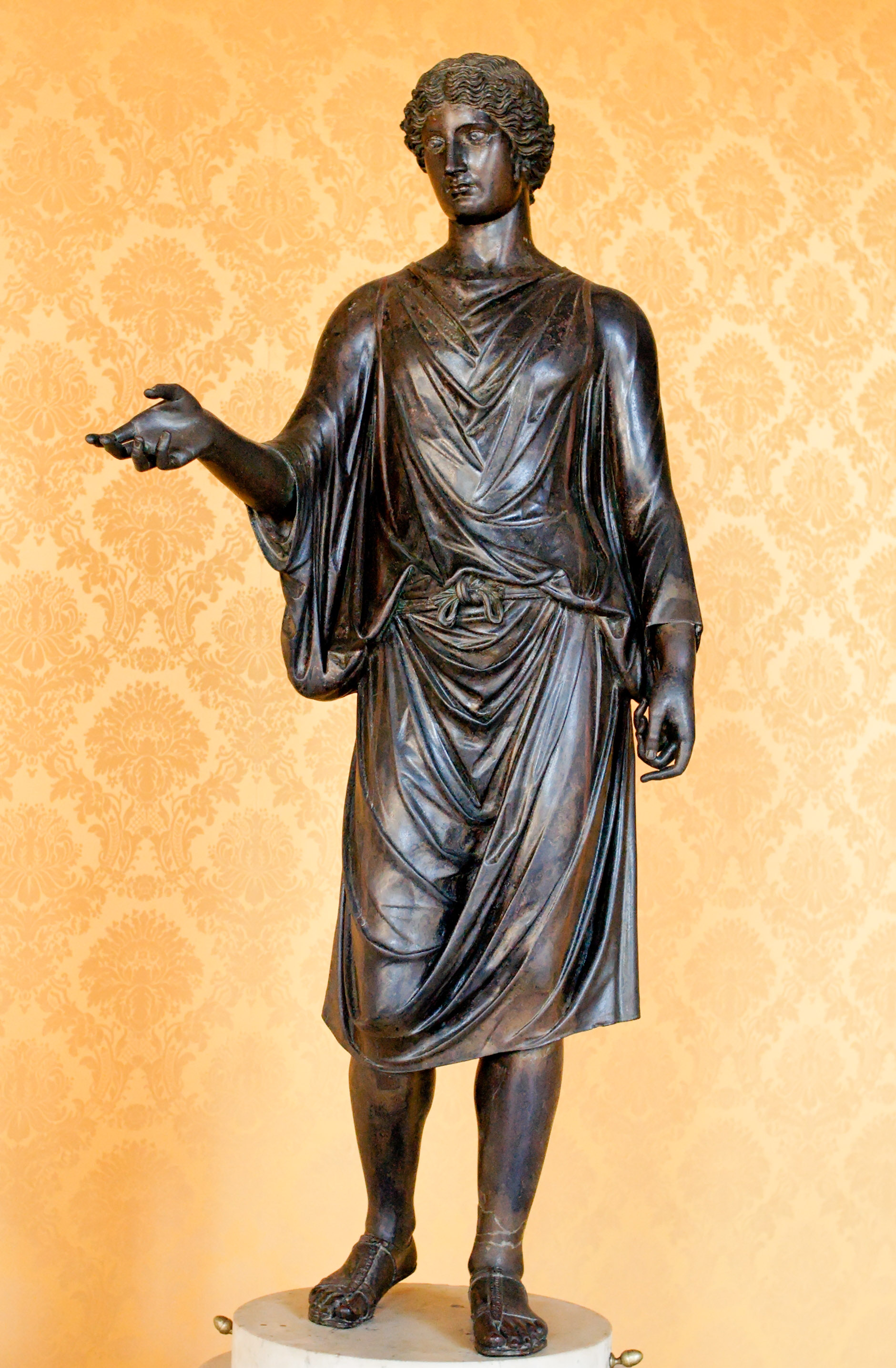
Статуя камилла
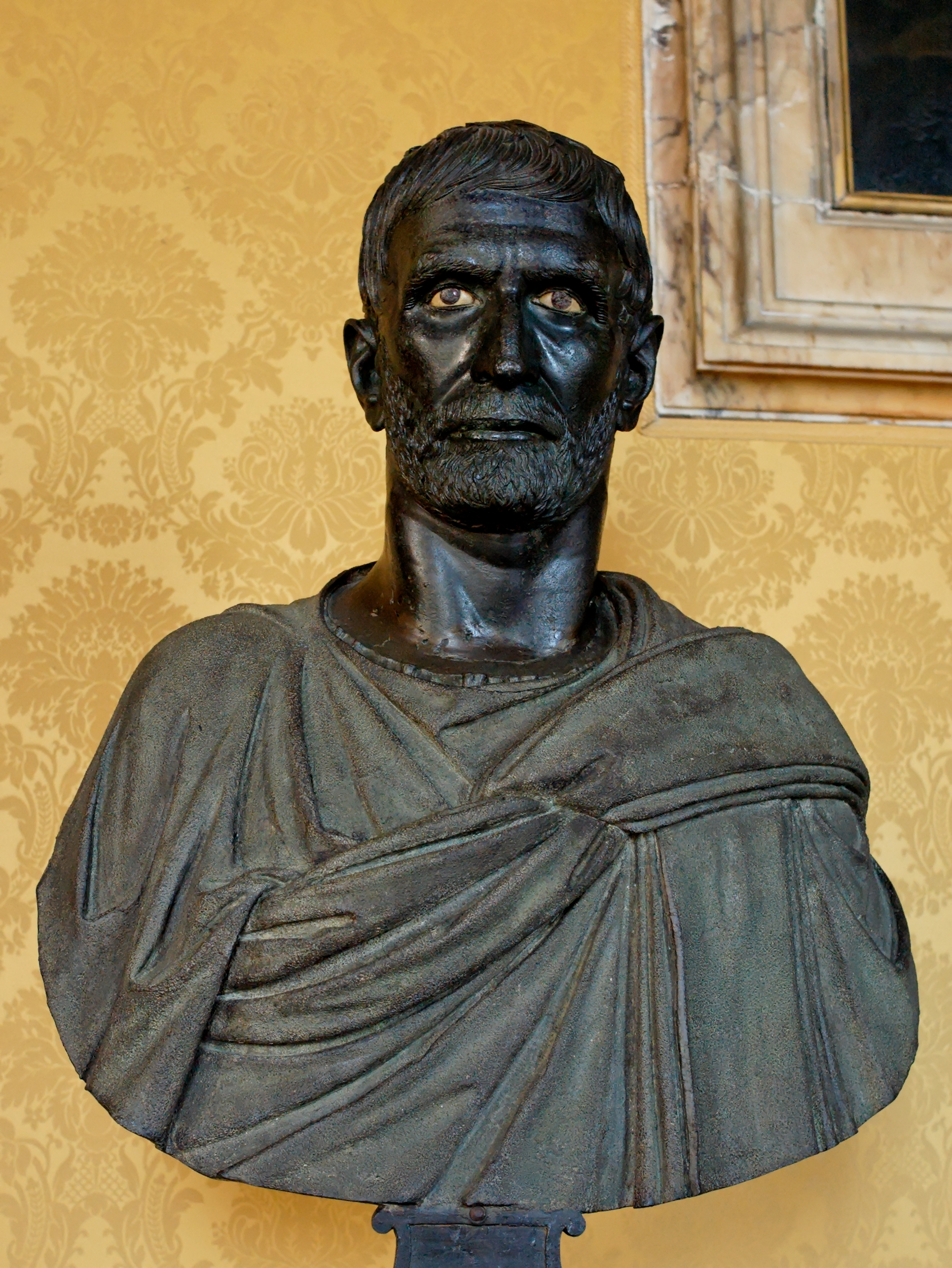
Капитолийский Брут
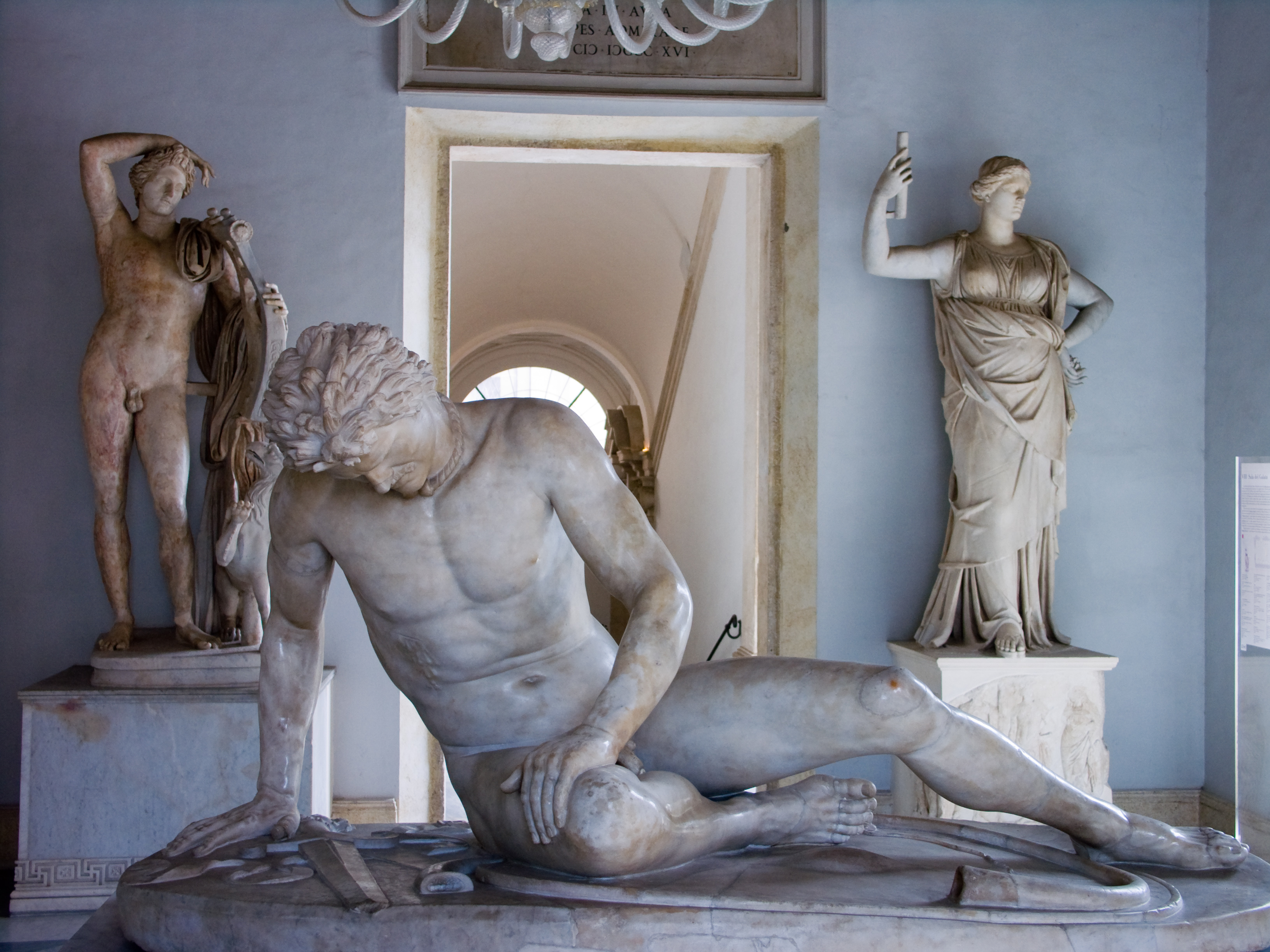
Умирающий галл
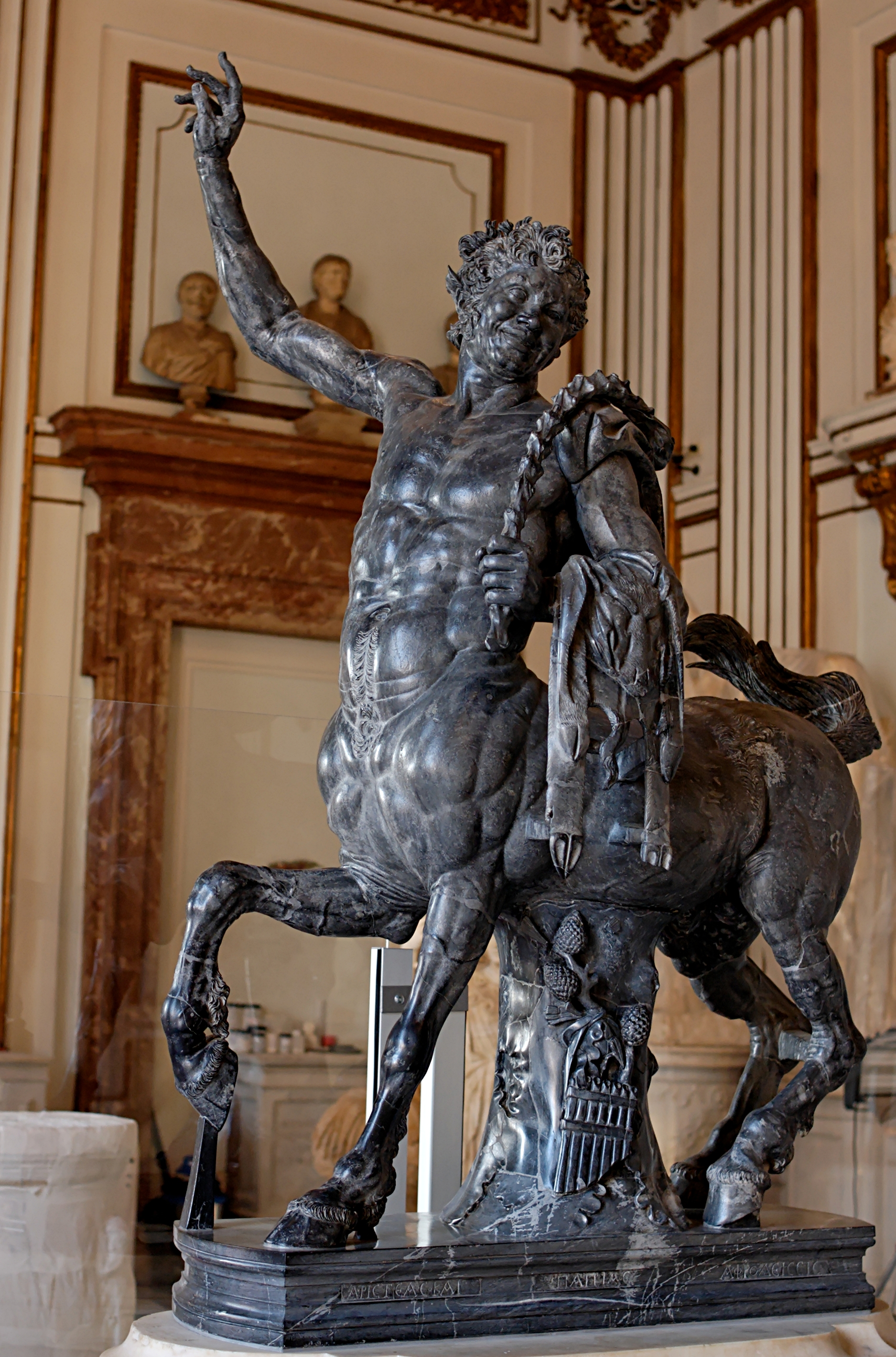
Кентавр Фуриетти
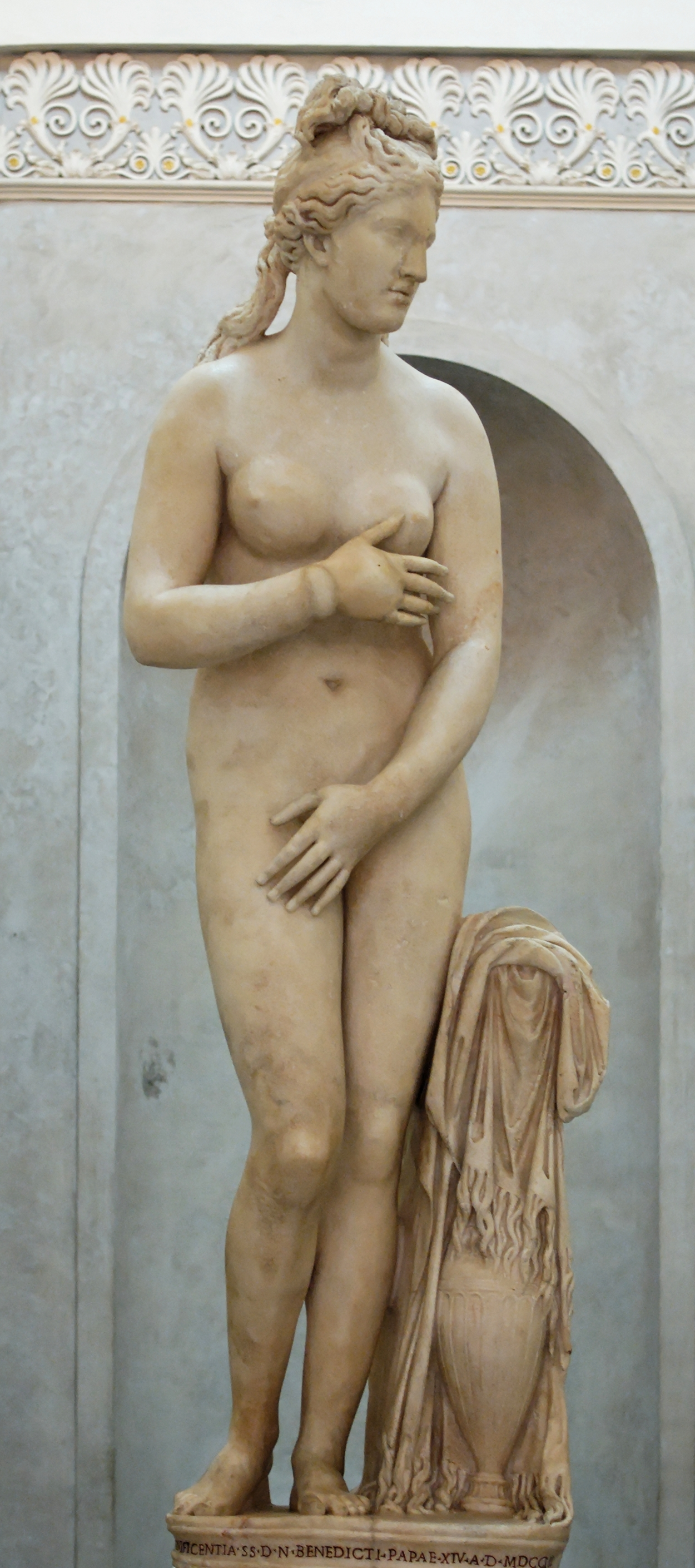
Венера Капитолийская
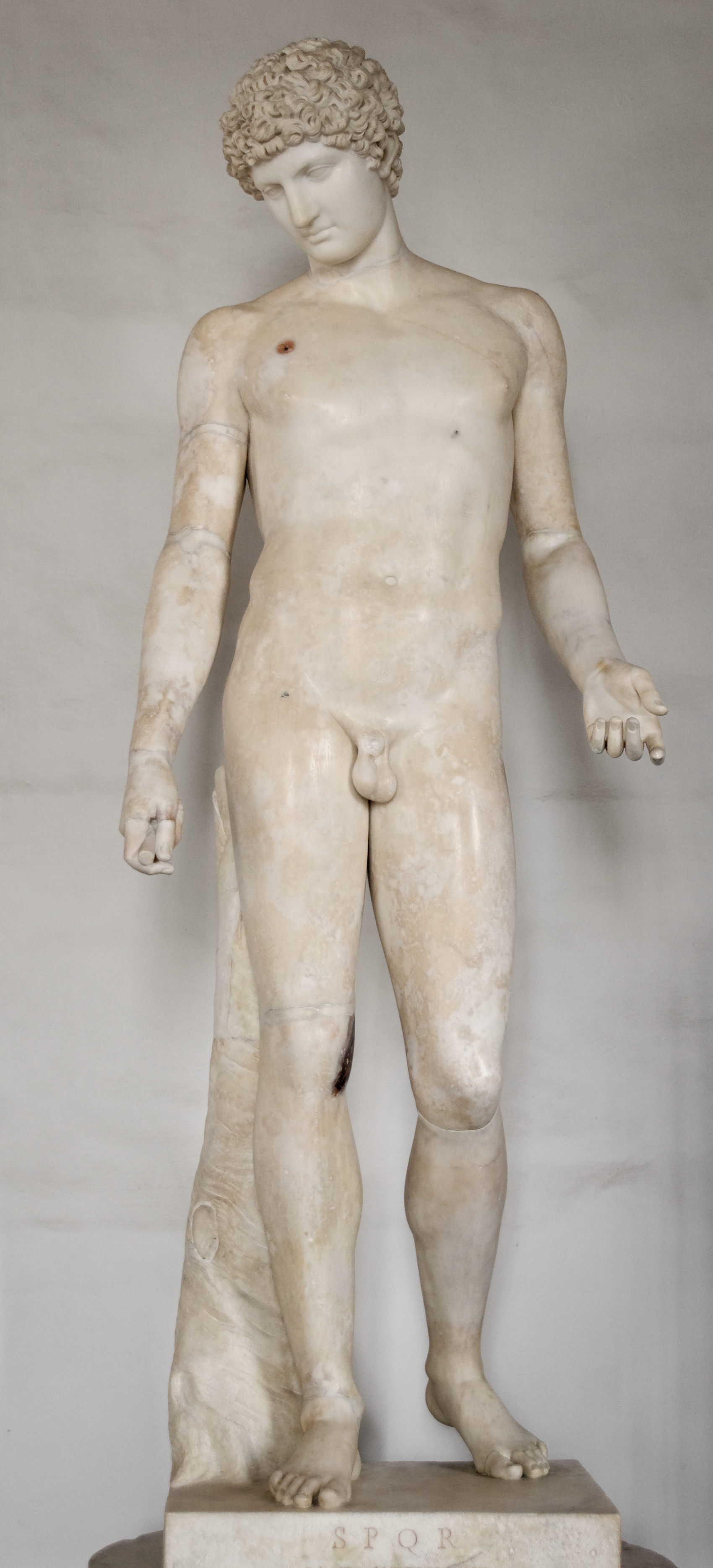
Антиной Капитолийский
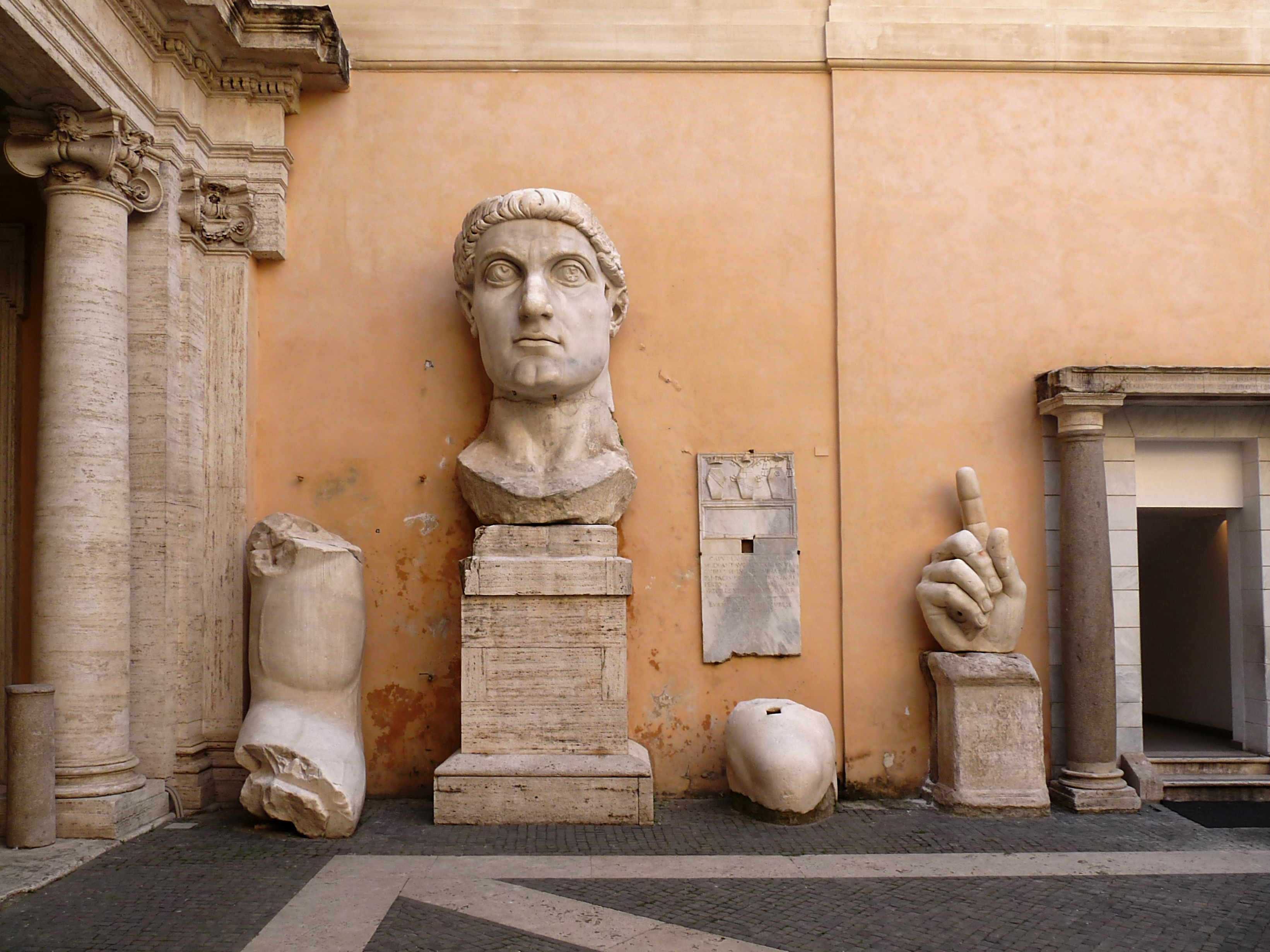
Фрагменты мраморного Колосса Константина
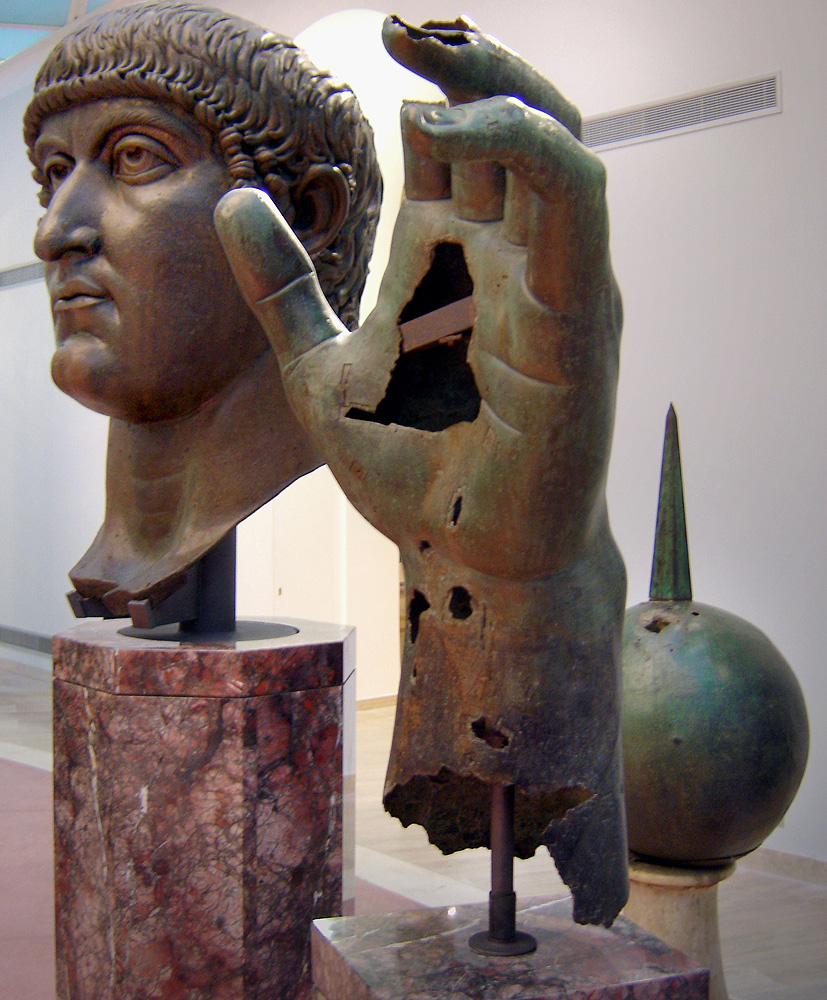
Фрагменты бронзового Колосса Константина
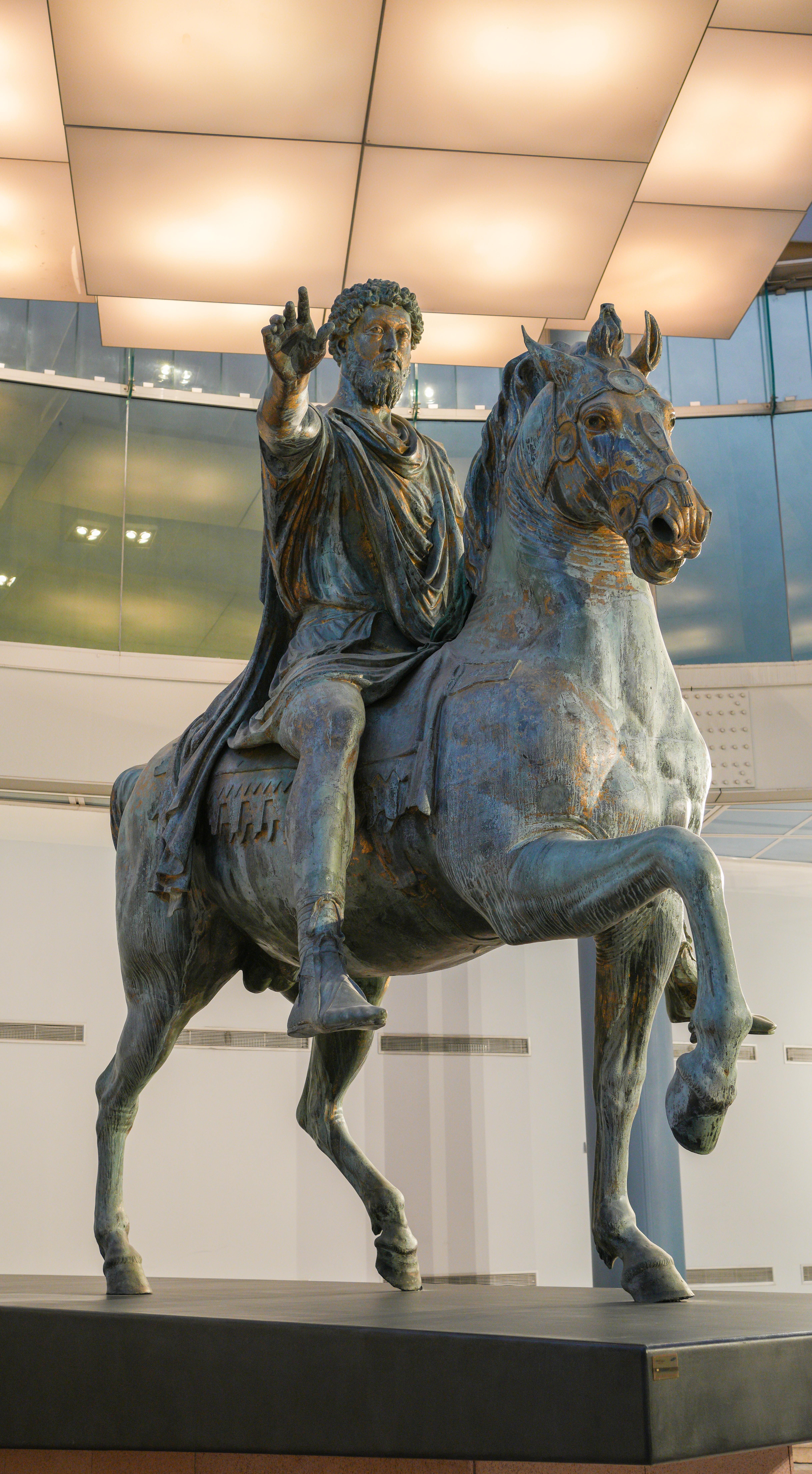
Конная статуя Марка Аврелия
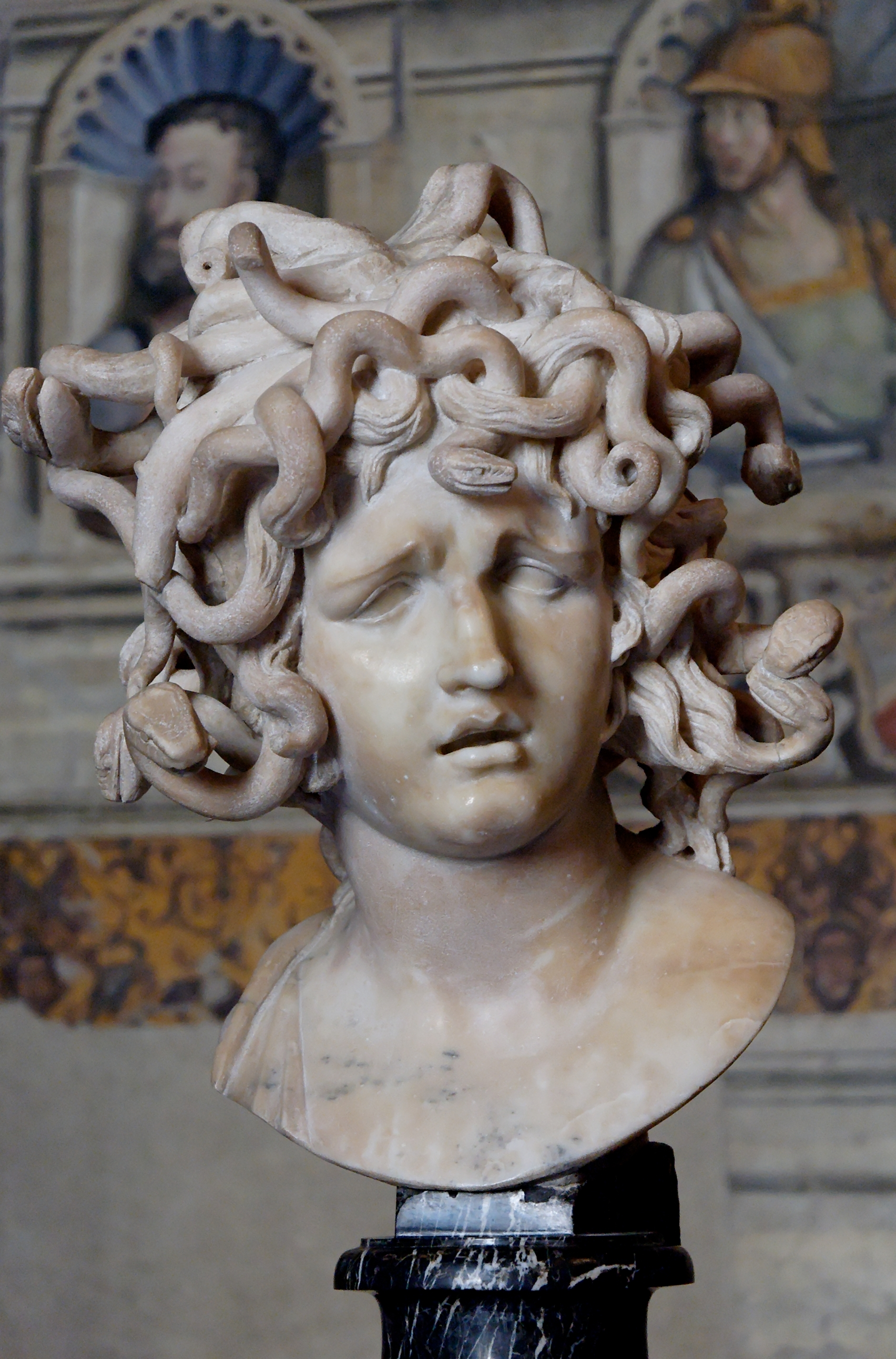
«Медуза» Бернини